# Iepure de casă

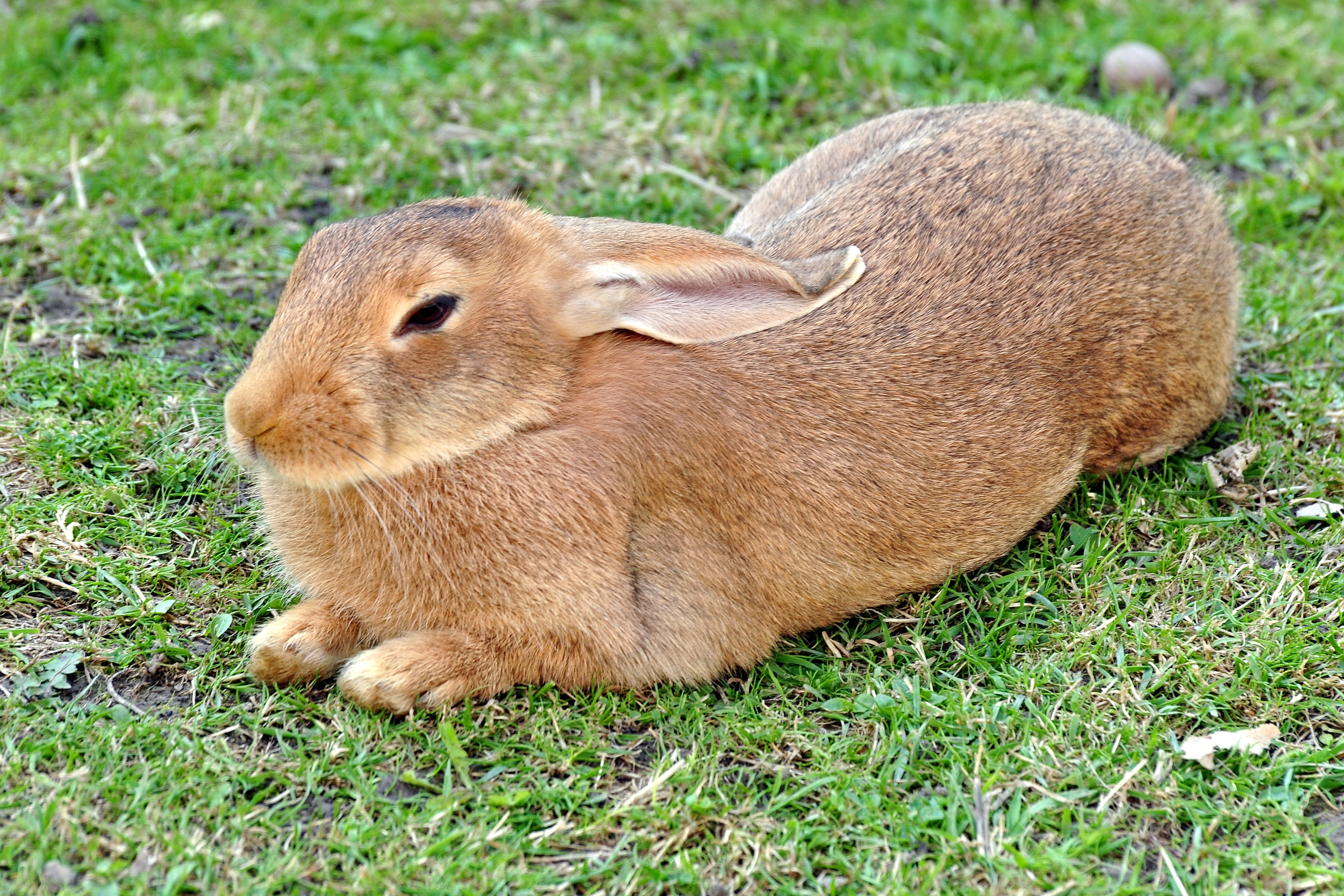
Iepure de casă

Iepurele de casă, numit și iepure de vizuină domestic sau iepure domestic, este forma domesticită a iepurelui de vizuină (Oryctolagus cuniculus), considerat fie subspecie (Oryctolagus cuniculus domesticus), fie varietate a acestuia (Oryctolagus cuniculus f. domestica).